# Boschendal

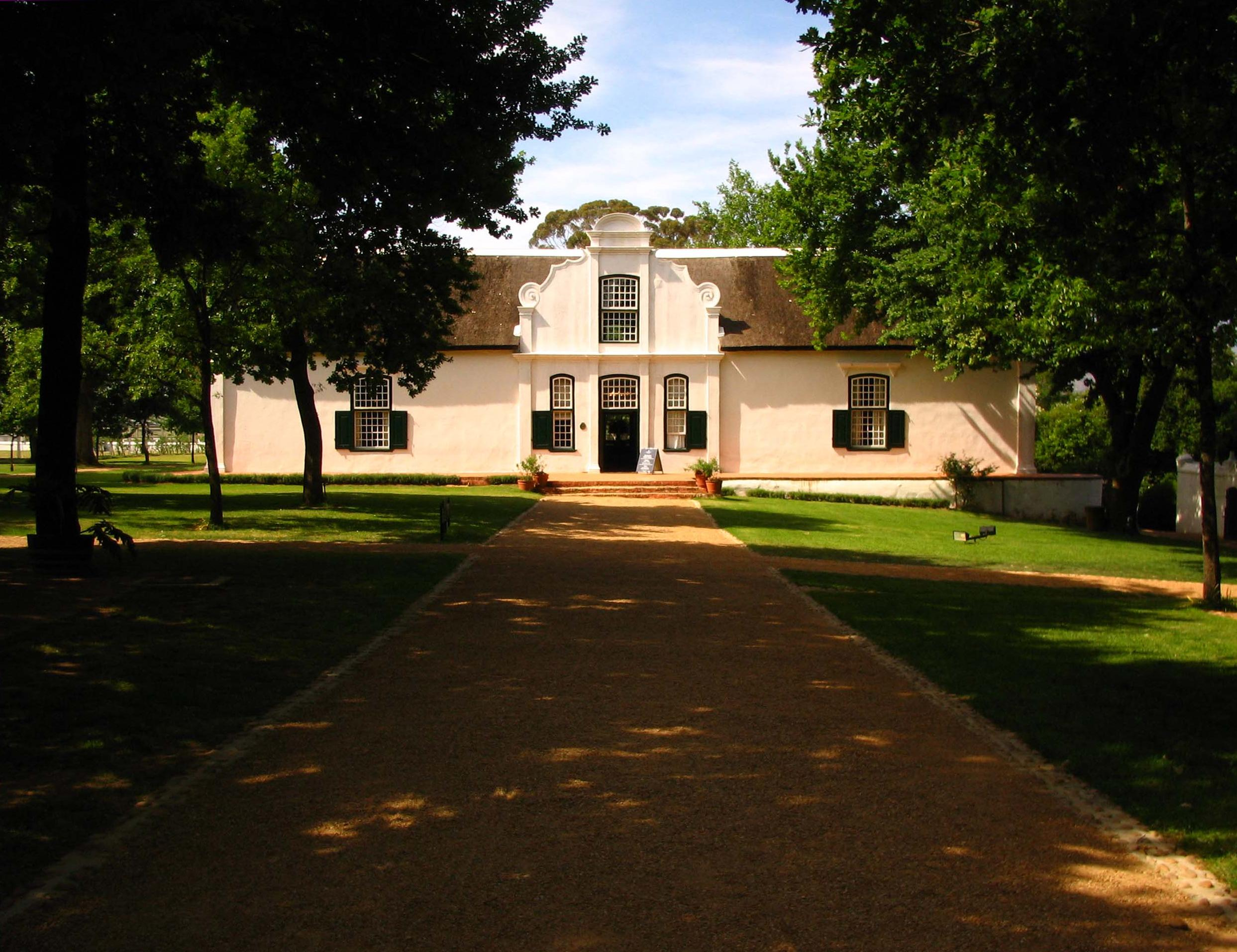
Vooraanzicht van Huis Boschendal. 2007

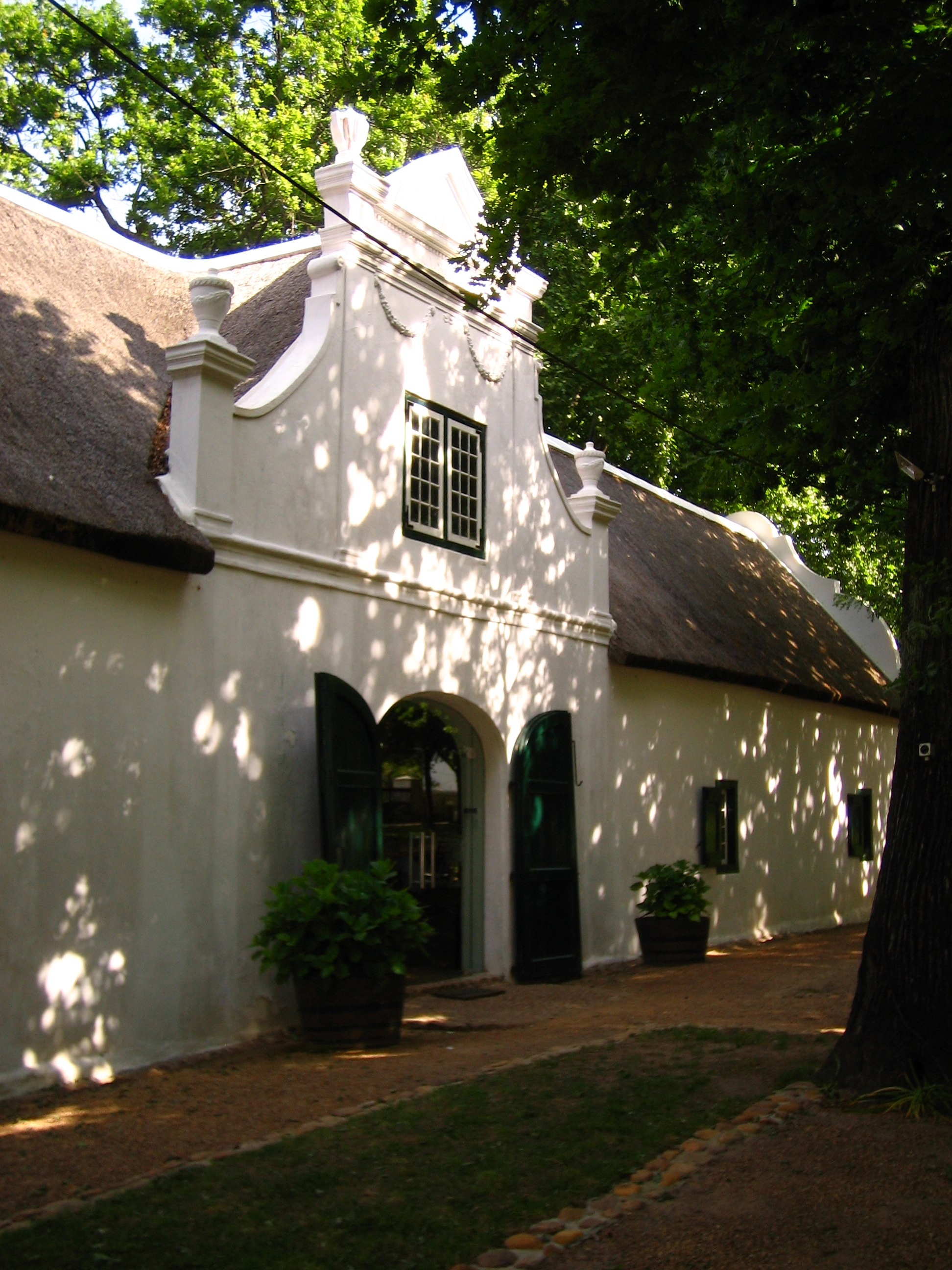
Koetshuis op landgoed Boschendal. 2007.

Boschendal is een landhuis en wijn- en fruitbedrijf in de Zuid-Afrikaanse plaats Franschhoek in de gemeente Stellenbosch. Het is een van de oudste wijngoederen van Zuid-Afrika.

## Geschiedenis
Het huidige landgoed Boschendal komt voor uit twee landgoederen, namelijk dat in 1690 toegekend aan de hugenoot Nicolas de Lanoy (of De la Noy) en het ernaast gelegen Boschendal, dat in 1713 toegekend werd aan de hugenoot Jean le Long. Beide boerderijen waren 60 morgen groot. Na Le longs dood in 1715, kocht Abraham de Villiers, ook een hugenoot, Boschendaal na eerder al de boerderij gesticht door Nicolas de Lanoy gekocht te hebben. Nadien werden de twee boerderijen samengevoegd. In 1717 verkocht Abraham de Villiers de boerderij aan zijn broer Jacques. Deze Jacques de Villiers moet het eerste belanghebbende hoofdhuis op dit landgoed gebouwd hebben. Mogelijk was dit huis T-vormig. Tijdens recente opgravingen zijn namelijk de fundamenten van een T-vormig huis 1 meter onder de vloer van het huidige huis teruggevonden. Volgens de overlevering bevatte de gevel van deze voorganger het jaartal 1746.

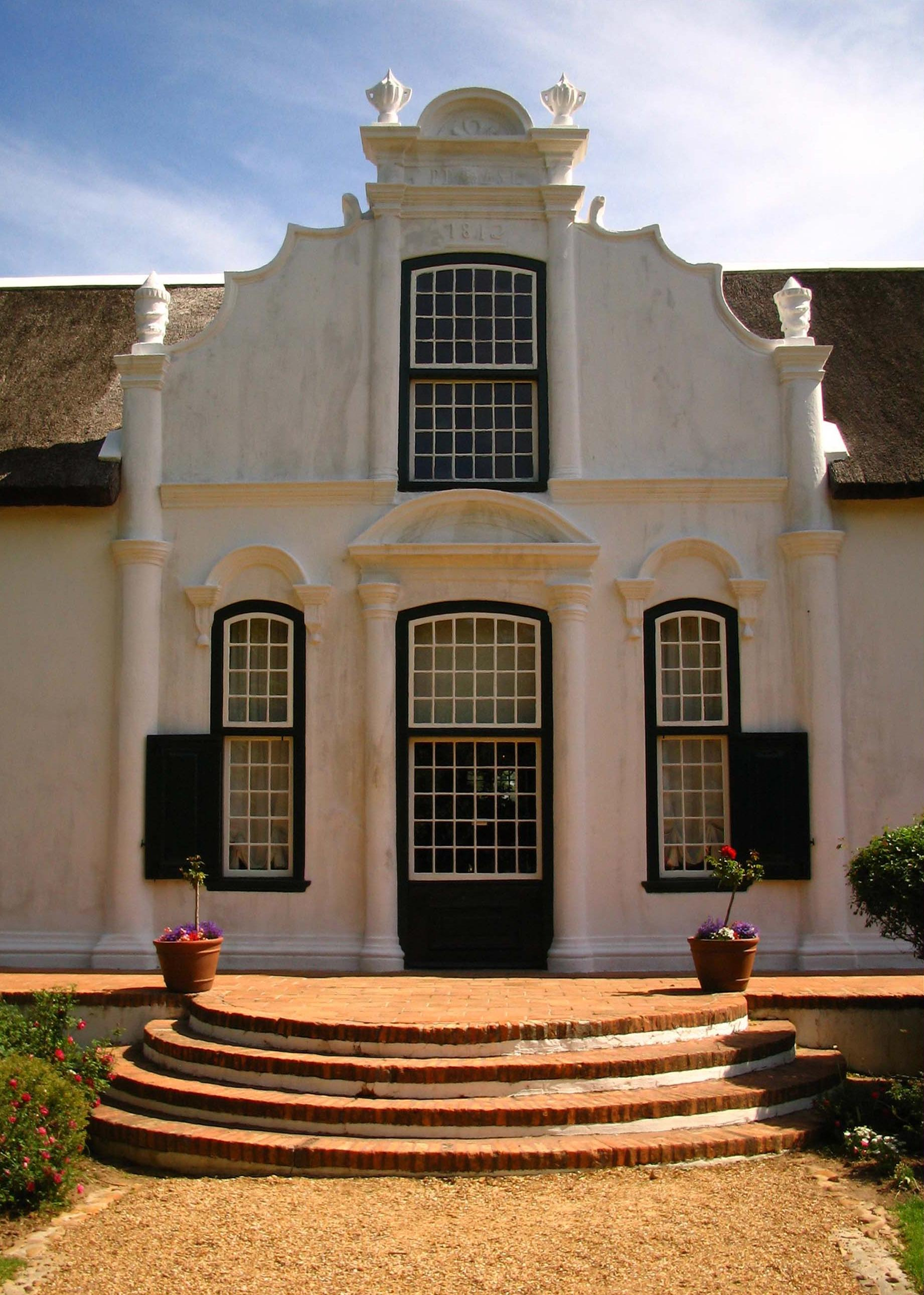
Achtergevel van Huis Boschendal met jaartal 1812 en initialen P[aul] D[e Villiers] en A[nna] S[usanna] L[ouw]. 2007.

Na Jacques de Villiers' dood leefde zijn vrouw in Boschendal, tot ze het in 1738 overdroeg, zoals dat toen gebruikelijk was, aan haar jongste zoon, Jean of Jan. Deze Jan was twee keer getrouwd en had een enorm gezin. Zijn twintigste kind, Paul de Villiers, werd in 1807 eigenaar van Boschendal en liet het omstreeks 1812 verbouwen in zijn huidige vorm: een H-vormig huis met aan de voor- en achterzijde siergevels en gevels aan de uiteinden van elk van de vier vleugels. Het jaartal 1812 en de initialen van Paul de Villiers en zijn vrouw Anna Susanna Louw boven in de achtergevel (zie afbeelding links) herinneren aan deze verbouwing. De beide siergevels zijn vrijwel identiek, op de randen na. Om het hele huis loopt een stoep (bordes), die aan de noordwestzijde bijna op grondniveau ligt, terwijl er aan de zuidoostzijde een halfronde trap met zeven treden nodig is om hem te bereiken. Op een afdak in een van de zijhoven na, is het exterieur van het huis sindsdien onveranderd gebleven. Ook het interieur is vrijwel intact. In het huis bevinden zich een fraaie, opengewerkte teak en geelhouten scheidingswand en een geschilderde fries.
De bijgebouwen (slavenverblijf, koetshuis en wynkelder) lopen parallel aan weerszijden van de oprijlaan. Het koetshuis en wynkelder bezitten beiden neoclassieke siergevels uit het jaar 1802, die zich precies tegenover elkaar bevinden (zie afbeelding rechts).
Het complex bleef tot 1879 eigendom van de familie De Villiers. In 1897 kocht Cecil Rhodes het. Tegenwoordig is Boschendal in bezit van het bedrijf Rhodes Fruit Farms. Dit bedrijf liet het onlangs grondig restaureren door architect G.T. Fagan. Het landgoed produceert nog steeds wijn en fruit. Het koetshuis is tegenwoordig in gebruik als restaurant. In het hoofdhuis is een museum met schilderijen en kunstnijverheid ingericht.